# 懷寧郡
怀宁郡，中国南北朝时设置的郡。
东晋安帝时因秦雍流民侨置怀宁郡，属南秦州。寄治成都县（今四川省成都市南）。南朝宋改属益州。南朝齐属梁州，荒或无民户。南朝梁沿置，承圣三年（554年），西魏占领怀宁郡，北周废怀宁郡。